# ガリ版伝承館
東近江市立ガリ版伝承館（ひがしおうみしりつガリばんでんしょうかん）は、滋賀県東近江市にある謄写版（ガリ版）印刷を伝承する施設である。米国で発明され商品化された謄写版技術を日本に初めて持ち込んだ堀井新治郎父子の本家を修復して、1998年（平成10年）4月に開館した。

## 概要
1880年代末から1970年代にかけて、軽印刷の代表的な技法として世界的に広く用いられた謄写版（ミメオグラフ）をテーマとした博物館で、その技術史と伝承に絞った公設の博物館としては国内唯一の存在である。堀井新治郎と彼が創業した旧・堀井謄写堂株式会社（のちホリイ株式会社、2002年倒産）が、パリ条約未加盟時代に日本国内で取得した特許を根拠にかつて国内で主張していた「1894年（明治27年）に堀井新治郎らが発明した」という「謄写版日本起源説」を現在も主張している。
施設は1989年（平成元年）に当時の蒲生町が、高齢者向け交流施設への転用を念頭に、放置状態となっていた木造瓦葺き平屋建ての居宅、2階建て洋館、土蔵など堀井家のかつての本家（延べ敷地面積642.9平方メートル）の寄付を堀井新治郎の3代目にあたる事務用品販売会社・ホリイ株式会社の社長（当時）に申し入れ、翌1990年（平成2年）に譲受したものを町が改修整備したものである。
現存する家屋類は、1894年（明治27年）に東京・神田で謄写版印刷資器材製造販売店「謄写堂」を創業し財を成した堀井新治郎らが、明治末期から昭和初期にかけて出身地に建築したもので、1970年代までは管理されていたが、のち空き家となって放置されていた。
蒲生町は譲受後、まず洋館（1909年築、延べ床面積102平方メートル）から修復し、町立の「ガリ版伝承館」として1998年（平成10年）4月に開館。同年12月11日には洋館が国の登録有形文化財に登録された。のちに、洋館に隣接する旧居宅についても修復が行われ、各種展示を見学することができる。

## 施設
旧蒲生町時代は町が「ガリ版伝承員」を育成し、伝承館を拠点にイベントや啓発活動を行っていた。東近江市合併後は、東近江市立蒲生コミュニティセンターが施設の管理運営を所管しており、伝承館に事務局を置く市民団体「新ガリ版ネットワーク」が主体となった「ガリ版祭り」が毎年11月に開催されているほか、同ネットワークによる企画展なども随時開かれている。
施設は旧居宅と、渡り廊下でつながる洋館の2階が展示室となっている。旧居宅では旧・ホリイ株式会社（2002年倒産）から譲受した「謄写堂」時代の店舗看板や、新治郎父子および堀井謄写堂を中心とした国内における謄写版の歴史を、史料やパネルで展示紹介している。洋館2階では謄写堂が製造販売した初代の「ミリアグラフ」（1894年発売開始）を「ガリ版1号機」として展示しているほか、新治郎が倣った謄写版印刷の元祖で世界的に普及した米A・Bディック社製謄写版印刷セット「ミメオグラフ」（1887年発売開始）など、明治以降の謄写版器材や印刷物などの史料を展示している。
また敷地内には2015年、新ガリ版ネットワークの手で木造の「ガリ版ホール」が新築され、伝承館開館日に合わせてカフェを開いているほか、ワークショップやイベント会場として使用している。
開館は年末年始を除く土・日曜日の午前10時から午後4時30分まで（入館は午後4時まで）で、見学は無料。「ガリ版体験」は事前予約が必要で、体験料ははがき判（5枚）、名刺判（10枚）が各300円、トートバッグ（1枚）が1000円である。

## アクセス
- JR東海道本線（琵琶湖線）および近江鉄道八日市線（万葉あかね線）近江八幡駅または近江鉄道本線（水口・蒲生野線）桜川駅もしくは日野駅から近江鉄道バスでガリ版伝承館前停留所下車、徒歩1分。